# Bremer Linksradikale
Die Bremer Linksradikalen (häufig auch Bremer Linke genannt) entstanden 1905 als Radikalisierung der Bremer Ortsgruppe der SPD. Während des Ersten Weltkrieges waren sie die Basis für die Internationalen Sozialisten Deutschlands (ISD) bzw. der Internationale Kommunisten Deutschlands. Die Gruppe vereinigte sich Anfang 1919 mit der Spartakusgruppe zur KPD.

## Geschichte bis zum Ersten Weltkrieg
Die Massenstreikdebatte und die damit verbundenen theoretischen Positionen von Rosa Luxemburg von 1906 hatten in Bremen eine starke Wirkung. Schon ein Jahr zuvor hatte auch unter dem Einfluss linker Lehrer ein Radikalisierungsprozess stattgefunden. Der linke Flügel hatte seither die Mehrheit in der örtlichen Partei. Er dominierte auch die Bremer Bürger-Zeitung, das Parteiblatt der lokalen SPD. Die nunmehrige Mehrheit der Bremer SPD lehnte den bisherigen Reformismus ab und plädierte für einen entschiedenen Kampf gegen die Bourgeoisie.
Im Lauf der Massenstreikdebatte hatten die Bremer Linksradikalen ihre Position teilweise auf Basis der Schriften von Rosa Luxemburg klarer gefasst. Sie hielten neben der parlamentarischen Arbeit auch außerparlamentarische Aktionen für nötig. Mehrfach forderten sie in den folgenden Jahren bei aktuellen Anlässen die Parteiführung in Berlin vergeblich dazu auf derartige außerparlamentarische Aktionen zu initiieren. Die Parteiführung verwarf schließlich in Zusammenhang mit den Protestaktionen gegen das preußische Dreiklassenwahlrecht im Jahr 1910 politische Massenstreikaktionen. Damit geriet die Bremer Partei in einen Gegensatz zur Gesamtpartei.
In dieser Phase der inhaltlichen Ablösung von der Gesamtpartei spielte der niederländische Astronom und Sozialist Anton Pannekoek eine zentrale Rolle. Er kam 1909 zur wissenschaftlichen Parteibildungsarbeit nach Bremen. Seine eigenen theoretischen Positionen und die Bremer Radikalen verschmolzen miteinander. Daneben spielte der radikale Lehrer Johann Knief eine zentrale Rolle innerhalb der Bremer Radikalen. Er gab 1911 seinen Lehrberuf auf und wurde Redakteur der Bremer Bürger-Zeitung. Weiteren Einfluss übten ab 1912 Karl Radek und ab 1913 Paul Frölich aus.
Die Bremer Linksradikalen waren vor dem Ersten Weltkrieg die organisatorisch stärkste Gruppierung auf dem äußersten linken Flügel der SPD. Auf den Parteitagen hoben sie sich aber kaum eigenständig von der Gruppe um Rosa Luxemburg und Karl Liebknecht ab. Auf der theoretischen Ebene verfochten sie und insbesondere Pannekoek durchaus eigenständige Ansätze. In der Neuen Zeit lieferten sich Pannekoek und Karl Kautsky zwischen 1911 und 1913 eine scharfe Auseinandersetzung insbesondere zum Thema Massenstreik.
Pannekoek kritisierte das marxistische Zentrum, zu dem Kautsky gehörte, weil dieses eine Ermattungsstrategie gegenüber Staat und Bürgertum und nicht einer Niederwerfungsstrategie verfolge. Pannekoek (wie in ähnlicher Form auch Rosa Luxemburg) warf dem Zentrum – vor, immer stärker in die Nähe des Revisionismus zu driften. In bestimmten Einzelfragen gab es Differenzen zwischen den Bremern und Rosa Luxemburg. Im Kern stimmte man in der Imperialismuskritik überein und leitete daraus die Notwendigkeit offensiver revolutionärer Massenaktionen ab. Scharfe Kritik äußerten die Bremer gegenüber dem hauptamtlichen Apparat in der Partei und den freien Gewerkschaften. Deren Angehörige wurden als Hauptgegner von Massenaktionen ausgemacht. Die Bedeutung der parlamentarischen Arbeit wurde relativiert und den Gewerkschaften standen die Bremer zunehmend kritisch gegenüber. Dabei spielten auch Erfahrungen aus den Werftarbeiterstreiks 1910 und 1913 eine Rolle. Die Gewerkschaftsleitung versuchte während der Streiks zu vermitteln, was die Bremer Radikalen ablehnten und forderten, dass die Führungen dem „revolutionären Instinkt“ der Massen vertrauen sollten. Pannekoek äußerte: „Die Masse der im Kampf stehenden Arbeiter ist revolutionär; die Mehrheit der Gewerkschaftsbeamten ist revisionistisch gesinnt.“
Dieses Vertrauen in die „Selbstständigkeit der Masse“ wurde charakteristisch für die Bremer Linksradikalen. Dagegen lehnte sie das Primat der Organisation, wie es insbesondere bei den Gewerkschaften verbreitet war, ab. Die parlamentarische Arbeit lehnten die Bremer nicht rundweg ab, doch im Hinblick auf die Gewinnung der Macht spiele sie gegenüber der „direkten Aktion der Massen“ eine weniger bedeutende Rolle. Die Gewerkschaften sollten nach Meinung der Radikalen keine praktische Arbeit zur Verbesserung der Lage innerhalb des kapitalistischen Systems leisten, sondern die Arbeiter im Klassenkampf schulen.
Damit stießen sie auf heftigen Widerstand im Gewerkschaftslager. In den letzten Jahren vor dem Ersten Weltkrieg zerstritten sich Rosa Luxemburg und Pannekoek über Detailfragen. Die Bremer Linksradikalen schafften es nicht, in Fühlung zu anderen radikalen Gruppen zu treten und blieben weitgehend isoliert.

## Erster Weltkrieg und Revolution
Erst während des Ersten Weltkrieges näherten sich die radikalen Gruppen an. Es entstanden im Wesentlichen zwei Strömungen. Die Spartakusgruppe sammelte sich um Karl Liebknecht, Franz Mehring und Rosa Luxemburg und andere. Die zweite Gruppe gab seit 1916 die Lichtstrahlen und kurze Zeit später die Arbeiterpolitik heraus. Diese Gruppe bestand im Kern zunächst aus den Bremer Linksradikalen wie Knief, Pannekoek, Frölich und Radek. Sie nannten sich seit 1915 Internationale Sozialisten Deutschlands (ISD). Allerdings verloren die Bremer dabei zeitweise an Einfluss, weil die Bremer Bürgerzeitung an die MSPD fiel, Knief zum Militär eingezogen und Pannekoek ausgewiesen wurde. Eine wichtige Rolle nahm nun zeitweise die Berliner Gruppe um Julian Borchardt ein, ehe dieser resignierte. Seit 1916 war die Zeitschrift Arbeiterpolitik der Bremer Radikalen dann das wichtigste Sprachrohr des ISD.
Die beiden Richtungen (ISD/Spartakisten) unterschieden sich insbesondere in ihrer Haltung gegenüber der innerparteilichen Opposition in der SPD beziehungsweise zur USPD. Die ISD und auch ihre Bremer Vertreter sprachen sich sehr früh für eine Abspaltung von der SPD aus und hielten sich nach dem Bruch von der USPD fern. Stattdessen wollten sie Ende August 1917 in Berlin die Internationale Sozialistische Partei Deutschlands gründen. Durch das Eingreifen der Polizei kam es dazu nicht. Die ISD stellte sich auf den Boden des Zimmerwalder Manifest um Lenin. Nach der Novemberrevolution erhielten die Bremer Radikalen und der ISD Zulauf. Die Organisation nannte sich nun Internationale Kommunisten Deutschlands. Sie gewann Anhänger auch in Hamburg, Hannover, Cuxhaven, Göppingen und anderswo.
Erst nach der Novemberrevolution kam es zu einer Annäherung an den Spartakusbund und am Jahreswechsel 1918/19 zum Zusammenschluss zur KPD. Auf dem Gründungsparteitag kamen die Gegensätze zur offenen Austragung.
In Bremen selbst spielten die Radikalen eine wichtige Rolle im Arbeiter- und Soldatenrat und bei der Bildung der Bremer Räterepublik.
Die Parteiführung der KPD um Paul Levi griff die norddeutschen Radikalen in Hamburg und Bremen scharf an. Diese bildeten eine innerparteiliche Opposition in der KPD unter Führung der Bremer Radikalen, konnten sich aber nicht durchsetzen.